# Ägyptische Grenzfestungen in Nubien

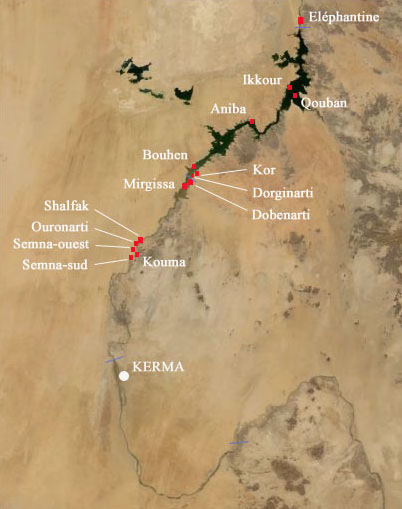
Lage einiger nubischen Festungen

In Unternubien wurden besonders in der Zeit des Mittleren Reichs ägyptische Grenzfestungen entlang des Nils erbaut. Sie sind neben den späteren Verteidigungsbauten in den Oasen die einzigen derartigen Bauwerke der ägyptischen Architektur.

## Geschichte
Die Entstehung politischer Organismen an der Südgrenze veranlasste Ägypten, sieben Festungen bei dem 1. und dem 2. Katarakt zu errichten oder auszubauen und Truppenverbände dorthin zu verlegen. Sesostris III. befahl zudem, den Kanal über den 1. Katarakt zu erneuern und bei Semna eine Grenzstele zu errichten, die Nubiern, die nicht als Händler kamen, die Überschreitung der Grenze verbot.

## Funktion
Neben ihrer strategischen Funktion dienten die sieben Festungen des Mittleren Reichs auch dazu, Steine zum Bau von Pyramiden sowie Handelswaren wie Gold sicher aufzubewahren und für den weiteren Transport vorzubereiten. Die Ägypter wollten die Wasserversorgung Ägyptens sichern und die durch die Festungen kontrollierten Gebiete ihrem Reich angliedern, was zum Plan führte, den Nil bis Semna schiffbar zu machen.

## Ramesseumonomastikon
Hinter dem Ramesseum in Theben-West wurde 1895 in einem Grab das sogenannte Ramesseumonomastikon gefunden, welches von 14 Festungen um 1700 v. Chr. berichtet. Diese Festungen in den heutigen Ländern Sudan und Ägypten wurden in den 1960er Jahren im Rahmen der internationalen Nubien-Kampagne erforscht und sind heute größtenteils durch den Nassersee überflutet.

## Liste der Festungen
Aufzählung von Nord nach Süd mit alt-ägyptischer Bezeichnung.
| Festung     | Alt-ägyptischer Name                                                      | Übersetzung                                  | Grabungsleiter      |
| ----------- | ------------------------------------------------------------------------- | -------------------------------------------- | ------------------- |
| Elephantine | Abu                                                                       |                                              | Deutschland         |
| Bigge       | Senmet                                                                    |                                              |                     |
| Kuban       | Baki                                                                      |                                              | Italien             |
| Aniba       | Miam                                                                      |                                              | Ägypten/Deutschland |
| Serra-Ost   | Chesef-Medjau                                                             | Der die Medjau vertreibt                     | USA                 |
| Serra-West  |                                                                           |                                              | Skandinavien        |
| Faras       | Ineq-tawy                                                                 | Der die beiden Länder vereinigt              | Polen               |
| Buhen       | Buhen                                                                     |                                              | Großbritannien      |
| Dorginarti  |                                                                           |                                              | USA                 |
| Kor         |                                                                           |                                              |                     |
| Debenarti   | Nicht erwähnt, wahrscheinlich unvollendet oder erst im Neuen Reich gebaut |                                              | USA                 |
| Mirgissa    | Iqen                                                                      |                                              | Frankreich          |
| Askut       | Djer-Setiu                                                                | Der die Setiu vertreibt                      | USA                 |
| Schelfak    | Waf-Chastiu                                                               | Der die Fremdlandbewohner niederbeugt        | USA                 |
| Uronarti    | Chesef-Iuntiu                                                             | Der die Iuntiu vertreibt                     | USA                 |
| Kumma       | Itenu-Pedjut                                                              | Der Widerstand gegen die Bogenvölker leistet | USA                 |
| Semna       | Sechem-Chakaure-maacheru                                                  | Mächtig ist der gerechtfertigte Chakaure     | USA                 |
| Semna-Süd   | Der-Setiu                                                                 | Der die Nubier vertreibt                     | USA                 |